# Дом здравља Сремска Митровица
Дом здравља Сремска Митровица је здравствена установа у државној својини, чији је оснивач Град Сремска Митровица, а у којој се обавља здравствена делатност на примарном нивоу. Основни задаци дома здравља су:
- идентификација главних здравствених проблема појединаца, заједнице, животне и радне околине и решавање најважнијих и најчешћих здравствених потреба становништва;
- избор приоритета и спровођење приоритетне здравствене заштите;
- организовање, подстицање, усмеравање и координирање активности самозаштите и узајамне заштите, односно обезбеђивање активног учешћа појединца, породице и заједнице у планирању и спровођењу здравствене заштите;
- обезбеђивање сарадње здравствене делатности и нездравствених сектора у заједници у којој људи бораве, живе и раде, што значи сарадња са појединцима, њиховим породицама и заједницом при спровођењу здравствене заштите и у оквиру тога повезивање са свим оним чиниоцима који доприносе социоекономском развоју друштва, чиме здравствена заштита подупире развој;
- спровођење дијагностике, лечења и рехабилитације;
- брзо и ефикасно интервенисање у ургентним стањима;
- евалуација здравственог стања становништва.

## Историјат
Дом здравља у Сремској Митровици као здравствена установа своје корене проналази још у античко доба и доба царског Римског града Сирмијума, из којег постоје подаци о раду лекара као и пронађени хируршки инструменти војних римских лекара. У средњем веку, у манастиру светог Димитрија, радили су лекари и указивали помоћ становништву. Крајем XVIII и почетком XIX века почиње интензиван развој града и Митровица је седиште Петроварадинског пука Аустро – Угарске војске. Године 1826. почела је са радом војна болница Петроварадинског пука, која пружа услуге и цивилном становништву. Од тада па до данашњих дана, почиње интензиван развој здравства у Сремској Митровици и Срему.

## Мисија и визија
Мисија сталног унапређења квалитета је да промовише значај безбедне и квалитетне здравствене заштите и омогући стварање услова за обуку здравствених радника и здравствених сарадника у здравственим установама, као и информисање јавности о значају и резултатима сталног унапређења квалитета у циљу очувања и унапређења здравља и бољег квалитета живота становника Републике Србије. 
Визија сталног унапређења квалитета је достизање безбедне и сигурне здравствене заштите коју заједничким напорима развијају сви кључни актери у здравственом систему у интересу корисника. Здравствена заштита заснована је на најбољим доказима из праксе и истраживања, и у складу је са највишим професионалним и етичким стандардима.

## Организација
Територијална организација Дома здравља Сремска Митровица

### Службе

#### Општа медицина
Служба опште медицине је организациона јединица за здравствену заштиту одраслих Дома здравља Сремска Митровица у чијем склопу се налази 29 здравствених станица и амбуланти, од чега 7 у граду и 22 на селу.
Делатност Службе опште медицине је пружање куративних и превентивних услуга у циљу унапређења здравља становништва. У оквиру службе ради Центар за превенцију и Саветовалиште за дијабетес.

#### Кућно лечење
Служба кућног лечења је има за циљ обезбеђивање здравствених и других услуга у кући, оболелим и инвалидним лицима којима није неопходан смештај у институцијама. Здравствене услуге се овде веома широко посматрају као медицинске услуге које пружа лекар али и све остале услуге важне за здравље, као што су рехабилитација, исхрана, одржавање хигијене, куповина и набавка, слање поште, грађевинске подобности, транспорт и слично.

#### Хитна медицинска помоћ
Служба хитне медицинске помоћи састоји се од две лекарске екипе које покривају целу територију Града Сремска Митровица. Здравствену заштиту указује свим старосним структурама становништва. Лекарску екипу чини један лекар, један медицински техничар и један возач у смени од 12 часова. Једна екипа је стално присутна у амбуланти Службе хитне медицинске помоћи, а друга екипа излази на терен. Постоје и екипе санитетског превоза за Сремску Митровицу и за друге болничке центре ван територије града. Њих чине по један медицински техничар и возач.

#### Поливалентна патронажа
Рад Службе поливалентне патронаже одвија се у породици и локалној заједници. Бавећи се пословима превентиве, патронажна сестра ове службе има разне задатке у породици, али је и учесница у готово свим специфичним превентивним програмима здравствене заштите у локалној заједници. Поливалентна патронажа представља непосредну везу становништва не само са системом здравствене заштите, већ и социјалне заштите као и другим службама у локалној заједници (хуманитарним организацијама, невладиним организацијама итд.).

#### Фармацеутска делатност
Фармацеутска здравствена делатност се у Дому здравља искључиво обавља преко службе за снабдевање лековима. Носиоци те службе су дипломирани фармацеути и фармацеутски техничари. Служба врши набавку лекова, санитетског материјала, потребних реагенаса и галеничких припрема. Набављени лекови и остали потрошни материјал се уз упутства и савет за њихову употребу издају на основу требовања појединих служби.

#### Стоматологија
Стоматолошка служба пружа услуге превенције, прегледа и лечења болести уста и зуба савременим методама лечења и новим материјалима. У оквиру службе обезбеђују се прегледи и лечење болести уста и зуба код деце до навршених 18 година живота, израда покретних ортодонтских апарата за неправилности зуба и вилица, хитна стоматолошка заштита за одрасле, прегледи и лечење зуба пре трансплантације бубрега односно операције на срцу, преоперативни и постоперативни третман малигних болести максилофацијалног предела, као и израда акрилатних тоталних и парцијалних протеза код пацијената старијих од 65 година.

### Диспанзерске службе

#### Дечји диспанзер
У диспанзеру се поред лечења оболеле деце, врши континуирано праћење њиховог раста и развоја од рођења до поласка у школу. Поред тога обављају се систематски прегледи и вакцинација по програму за имунизацију. Рад у Дечјем диспанзеру се може поделити на две целине: рад са болесном децом и рад са здравом децом. У оквиру ове организационе јединице функционишу Логопедско одељење и Развојно саветовалиште које је отворено 1. марта 2001. године.

#### Школски диспанзер
Школски диспанзер у Сремској Митровици је најстарија дечја установа у Срему, основана 1927. године. Пружа здравствене услуге деци од 7 до 18 година тј. до завршетка средње школе. У оквиру диспанзера раде специјалисти педијатрије који врше прегледе, дијагностикују и лече оболелу децу, обављају превентивне систематске прегледе, имунизацију по календару вакцинације и ванредне вакцинације према епидемиолошкој ситуацији. У саставу Школског диспанзера од 2007. године налази се Саветовалиште за младе.

#### Диспанзер за жене
Диспанзер за жене пружа примарну здравствену заштиту женама свих генеративних доба. Своју делатност обавља путем превентивног и куративног рада, кроз рану дијагностику, терапију, континуирани здравствено васпитни рад, рад на планирању породице. Здравствено васпитни рад се одвија кроз Саветовалиште за труднице, Школу родитељства, Саветовалишта за контрацепцију и Саветовалишта за младе.

### Специјалистичке службе

#### Физикална медицина
Служба за физикалну медицину и рехабилитацију Дома здравља, у оквиру своје делатности у примарном нивоу здравствене заштите пружа комплетну и адекватну помоћ у збрињавању свих патолошких стања из области: реуматологије, неурологије, ортопедије, трауматологије, педијатрије и спортске медицине. Поред лечења, служба се бави превенцијом, као и едукацијом стручног кадра.

#### Медицина рада
Служба Медицине рада у Сремској Митровици је основана 1963. године и бавила се превентивно – куративним здравственим радом. Од 1982. године Превентивна служба смештена је у зграду Диспанзера на Сави, а куративни део представљале су амбуланте при радним организацијама. Служба медицине рада је од 2008. године реорганизована, при чему су амбуланте припојене Општој медицини, док се Диспанзер медицине рада бави само превентивном здравственом заштитом. У оквиру службе се обављају следеће услуге: претходни прегледи за запошљавање, периодични прегледи, прегледи возача и систематски прегледи запослених.

#### Здравствена статистика и информатика
Служба здравствене информатике и статистике је одговорна за руковање комплетним информационим системом и пружање потребних информација свим корисницима рачунарске мреже. Координира активности у оквиру анализе и планирања здравствене заштите и синхронизује рад здравствене статистике. Учествује у изради извештаја и планова рада. Прати и предлаже мере за унапређење квалитета рада. Врши едукацију у оквиру својих послова.

### Заједничке службе

#### Служба за правне и опште послове
Правна служба припрема план рада и извештаје о раду службе по прописаној методологији и утврђеним роковима. У оквиру службе врши се проучавање и примена закона и других важећих прописа и аката из правне области. Такође, раде се преднацрти, нацрти и предлози општих аката. Заступа Дом здравља и даје правне савете из правне области.

#### Служба за финансије
Финансијска служба у погледу делокруга рада уређује: књиговодствену евиденцију пословних промена насталих у периоду пословне године, послове финансијске оперативе, послове набавке и послове у вези плана и анализе.

#### Техничка служба
Техничка служба Дома здравља врши све послове у оквиру текућег одржавање немедицинске опреме (одржавање електричних инсталација, одржавање водоводне и канализационе мреже, одржавање унутрашње и спољашње столарије, кречење просторија, зидарско керамичке радове, одржавање система грејања и одржавање котларница и браварске послове) у свим објектима Дома здравља. Такође обављају се и радови на инвестиционом одржавању и одржавању медицинске опреме.